# 동공 조임근
동공 조임근(iris sphincter muscle, pupillary sphincter, pupillary constrictor, circular muscle of iris, circular fibers, 동공 괄약근, 축동근)은 홍채라고 불리는 눈의 일부에 있는 근육이다. 이 근육은 홍채의 동공을 감싸고 있으며, 동공의 수축기로서의 기능에 적합하다.
섬모체근, 동공조임근 및 동공확대근은 때때로 내안근(intrinsic ocular muscle 또는 intraocular muscle)이라고도 한다.

## 같이 보기
- 바깥눈근육